# Detrit

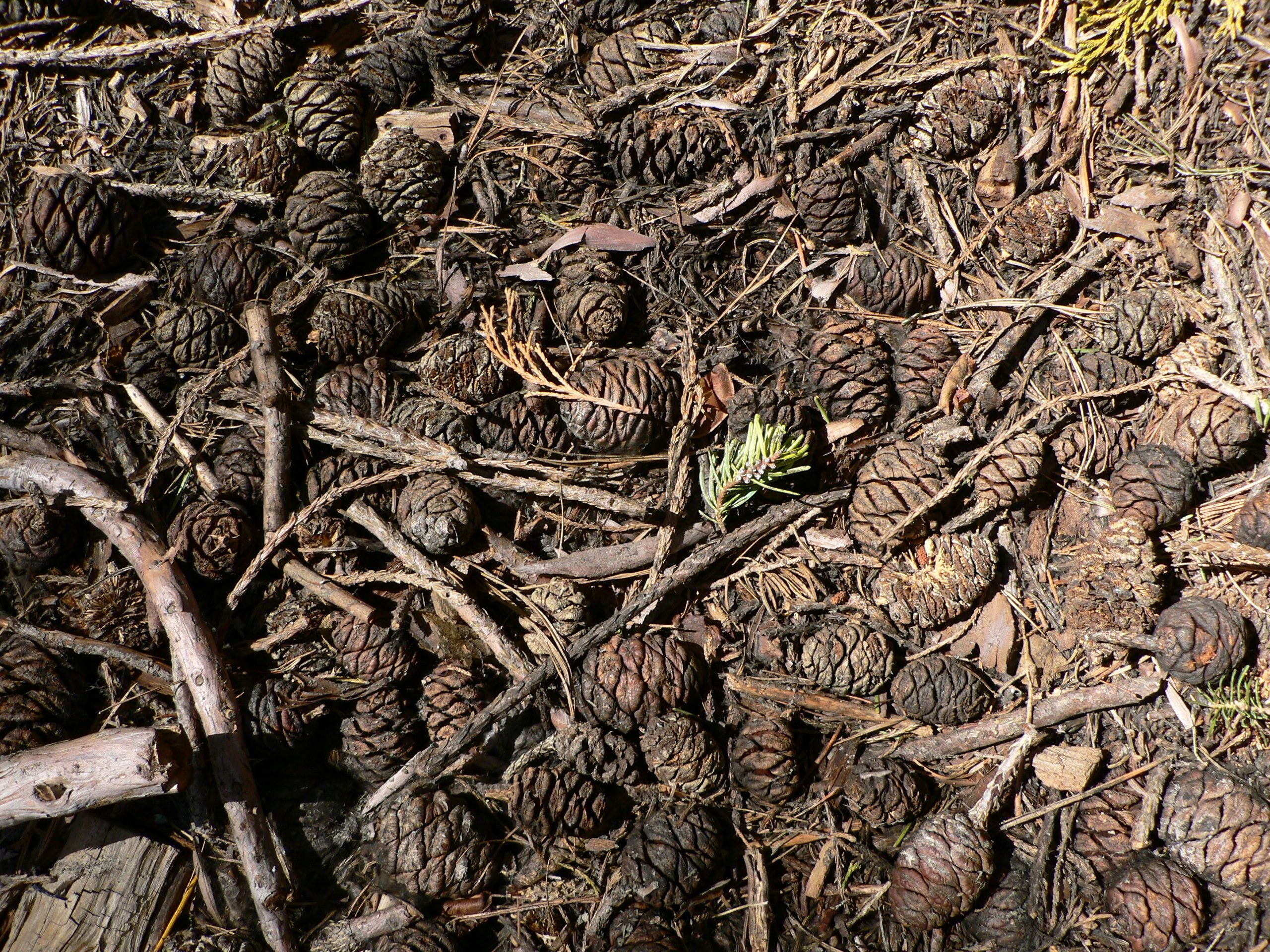
Spadané šišky sekvojovce obrovského

Jako detrit je v biologii, ekologii či pedologii označována jakákoli forma neživé organické hmoty, včetně různých rostlinných tkání (například spadané listy, odumřelé kořeny, mrtvé dřevo, pyl, nektar, vodní makrofyty a řasy, rostlinné kleje), živočišné tkáně (mršiny), odumřelé mikroorganismy, fekálie (exkrementy a exudáty), organické části půdy a extracelulární matrix.
V ekologii je tento termín často používán v širším smyslu než v pedologii.
V detritu se nacházejí skupiny mikroorganismů, které fungují jako dekompozitory materiálu. Živočichové živící se detritem se nazývají detritofágové a patří mezi rozkladače.